# Ohrids litterära skola
Ohrid litterära skola var en av Bulgariens två betydande kulturella centra under medeltiden; det andra var Preslavs litterära skola (Pliskas litterära skola). 
Skolan grundades i Ohrid år 886 av Klemens av Ohrid, samtidigt med eller kort efter skolan i Preslav. Posten som skolans ledare övergick till Naum av Preslav, efter att Klement av Ohrid utsetts till biskop av Drembica (Velika) år 893.
Ohrids litterära skola använde det glagolitiska alfabetet från skolan grundande till 1100-talet och kyrilliska alfabetet från 800-talets slut och framåt.